# Gmina Grant (hrabstwo Boone)
Gmina Grant (ang. Grant Township) – gmina w USA, w stanie Iowa, w hrabstwie Boone. Według danych z 2020 roku gminę zamieszkiwało 356 mieszkańców.

## Klimat
Średnia temperatura wynosi 9 °C. Najcieplejszym miesiącem jest sierpień (22 °C), a najchłodniejszym jest luty (–9 °C). Średnia suma opadów wynosi 1133 mm rocznie. Najbardziej wilgotnym miesiącem jest czerwiec (185 milimetrów opadów), a najbardziej suchym jest styczeń (45 milimetrów opadów).